# Staart (windmolen)

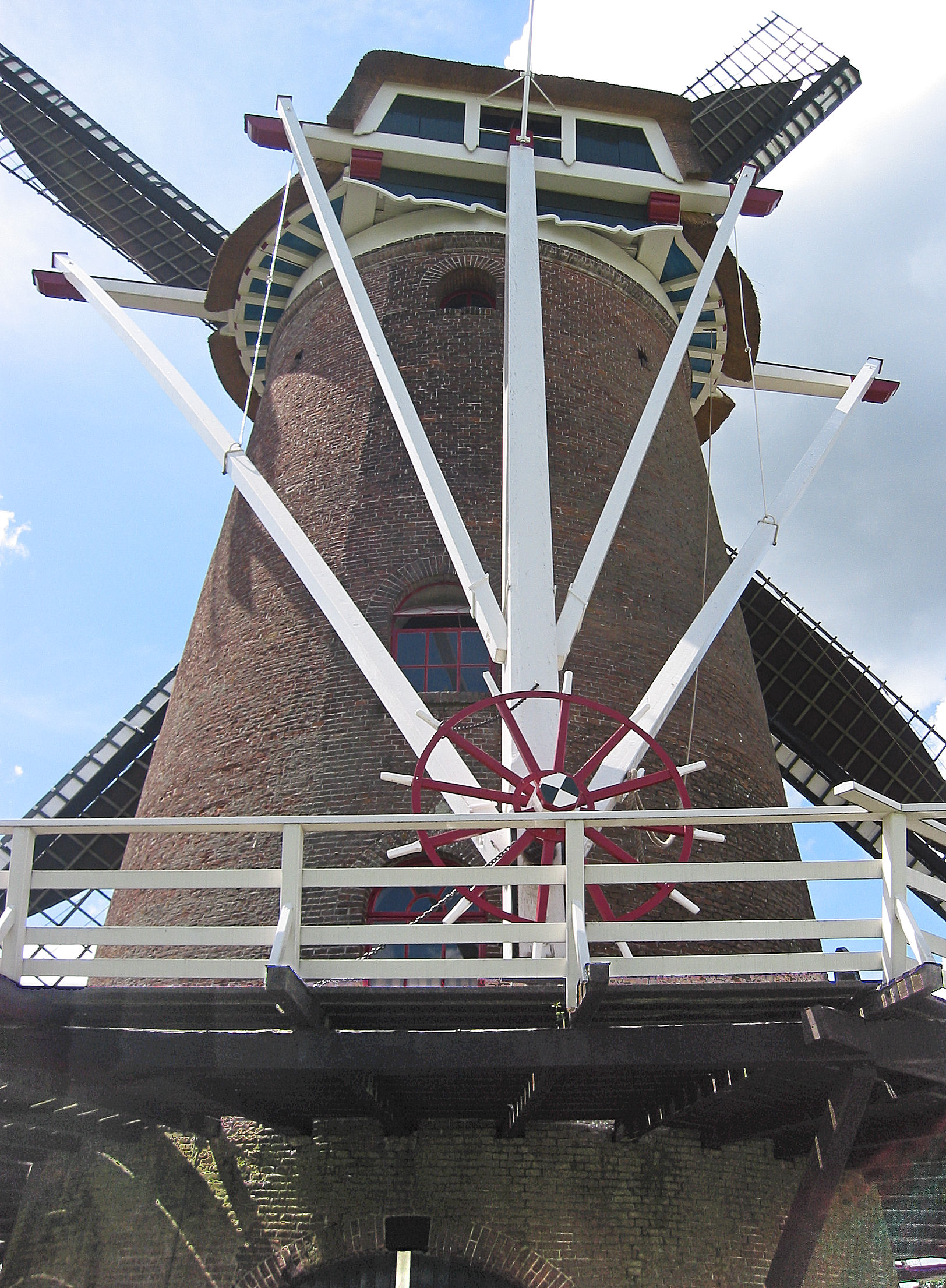
Staart met hangers van De Hoop in Garderen

Met behulp van de staart wordt de kap van een bovenkruier met het wiekenkruis rondgedraaid tot de wieken op de wind staan. De molenaar doet dit met het kruiwiel, kruirad of kruibok en kettingen, repen of kabels.
Door de kruiketting aan één kant vast te leggen en deze vervolgens met het kruirad op de kruispil, de munnik, te rollen kan de kap een stukje gedraaid worden. Vervolgens moet de ketting weer afgerold worden en een stuk verder weer vastgemaakt enz. totdat het wiekenkruis op de wind staat. Er zijn echter ook gerestaureerde molens met een rondgaande ketting. De staart wordt vervolgens vastgezet met de bezetketting, waardoor de kap niet meer kan draaien en het kruiwiel wordt tegen teruglopen met de spaakketting vastgezet. De bezetketting is meestal zwaarder uitgevoerd dan de kruiketting, omdat de kap van een draaiende molen uit zichzelf ruimend om wil gaan. De bezetketting wordt kort vastgezet, waardoor als er onverhoopt, bijvoorbeeld bij vangbreuk, gevangen moet worden met de staart de ketting voor het uit de wind draaien van het gevlucht voldoende gevierd kan worden. De kruiketting wordt daarentegen ver uitgelegd, zodat er bij ruimende wind direct gekruid kan worden.

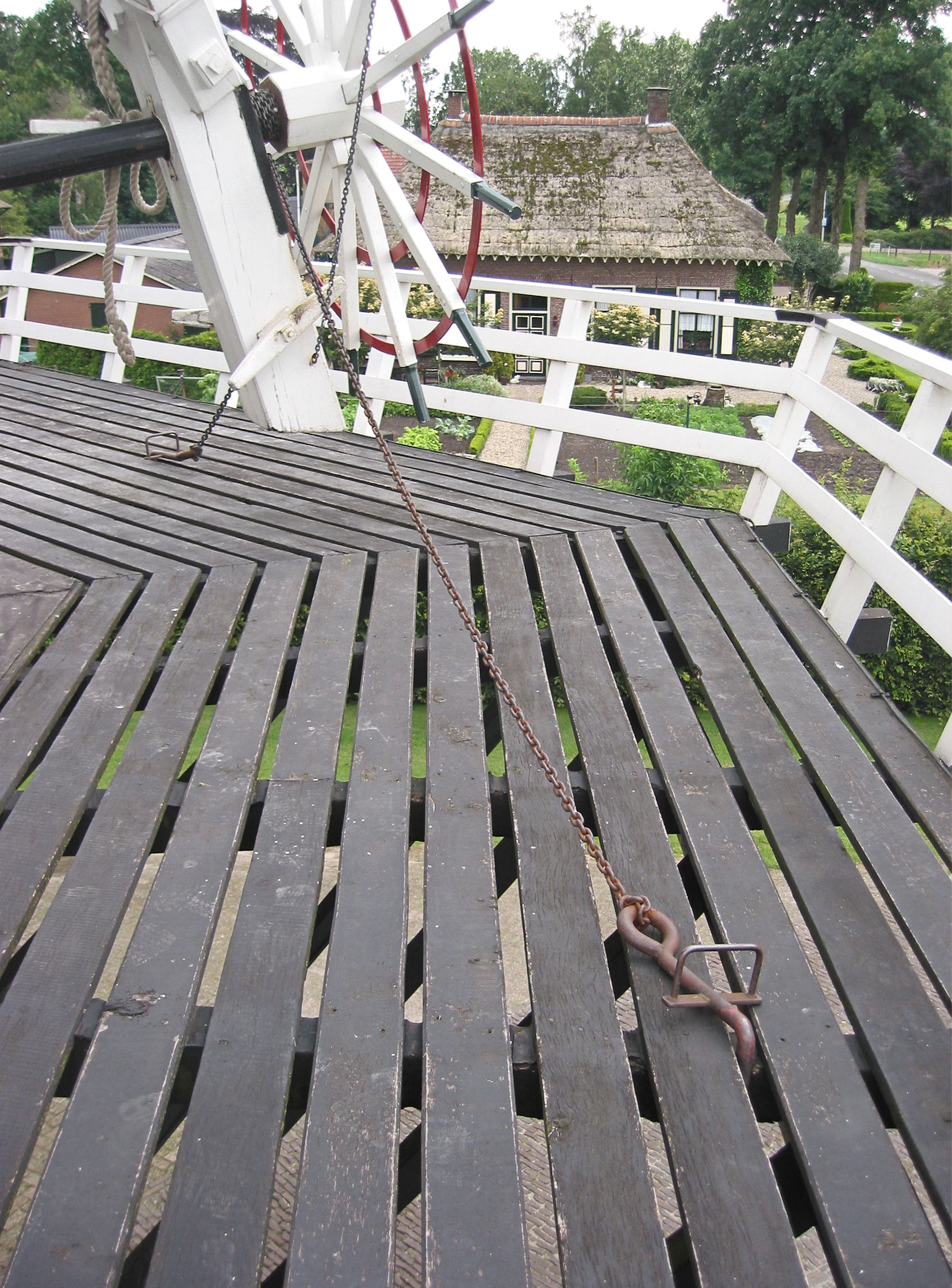
Ondereind staart met kruiwiel, kruiketting (op de voorgrond) en bezetketting (op de achtergrond) vastgelegd aan de liggers van de stelling

De staart is bevestigd aan twee horizontale balken, respectievelijk genaamd de korte spruit, die achteraan langs de kap gaat en de lange spruit, die door de kap steekt. De lange spruit is twee keer zo lang als de korte spruit en kan in de kap achter of voor het bovenwiel langslopen. De naar beneden lopende staartbalk zit met een keep vast in het midden van de korte spruit. De lange spruit zit met de twee lange schoren onderaan de staartbalk vast en de korte spruit met de twee korte schoren. Bij Zaanse molens zit er tegen de lange spruit en onder de lange schoor ter ondersteuning een klos. Vanaf de uiteinden van de korte spruit lopen twee hangers loodrecht naar de lange schoor. Bij sommige molens in Zuid-Holland loopt dwars over de korte schoren en de staartbalk een balk, het zogenaamde galgenhout. Met de lange schoren en de staartbalk wordt de kap rondgedraaid. De lange schoren ondersteunen de staartbalk, waardoor deze niet tegen de molen zakt. De korte schoren dienen alleen om het doorbuigen van de staartbalk tijdens het kruien tegen te gaan. De spil (de munnik) van het kruirad steekt door de staartbalk.
Als de molen buiten gebruik is wordt vaak tussen het onderste stuk van de staartbalk en de molenromp een paal gezet om doorzakken (kromtrekken) van de staartbalk tegen te gaan. Ook zijn er molenaars die tijdens het draaien de paal laten zitten.
Aan de staart zit een kikker of klamp voor het vastmaken van het vangtouw. Ook het paltouw wordt aan een kikker op de staart vastgezet.

## Fotogalerij
|  |  |  |
|  |  |  |